# Demografski gubici rata
Pojam Demografski gubici rata koristi se u demografskim istraživanjima žrtava ratnih zbivanja. Ovo je najširi termin kada se o žrtvama govori, te ga se ne smije brkati sa stvarnim ratnim gubicima, odnosno brojem ljudi koji su stvarno poginuli, ubijeni ili umrli kao posljedica ratnih zbivanja. 
Nakon Drugog svjetskog rata, koji je na području Jugoslavije imao i karakter građanskog rata i narodnooslobodilačkog rata, u doba Druge Jugoslavije i sve do danas, često se prave greške ili namjerno manipulira s brojem ratnih žrtava. U tome brkanje demografskih žrtava sa stvarnim žrtvama, iz neznanja ili namjerno, ima važnu ulogu. Pogledajte o tome članak Žrtve Drugog svjetskog rata na području Jugoslavije.

## Definicija demografskih gubitaka
Demografski gubici uključuju:
1. pogibije vojnih i civilnih osoba za vrijeme rata i smrtne slučajeve poslije rata zbog ozljeda, bolesti, nedovoljne ishrane, nestašice lijekova itd., prouzročenih ratnim prilikama;
2. pad nataliteta za vrijeme rata i poslije njega. Stanovnici u fertilnim godinama koji su izgubili život u ratu ili koji su bili zbog ratnih prilika izdvojeni iz porodice nisu mogli sudjelovati u reprodukciji stanovništva. Od toga treba odbiti smrtne slučajeve djece, koji bi nastali za vrijeme rata ili poslije njega da su djeca bila rođena;
3. izbjeglice, tj. takozvane migracije zbog ratnih prilika.

Ovu definiciju daje Vladimir Žerjavić u svojoj studiji iz 1989 (str. 100 dolje navedenog izdanja iz 1992), citirajući jedan tekst demografa Ivana Laha iz 1951.
Visina demografskih gubitaka zavisi od procjene o tome kakve bi prilike prevladavale da nije bilo rata. O tome su naravno moguće različite procjene, osobito ako se stručni argumenti pomiješaju s ideološkim i političkim motivima. U slučaju Jugoslavije bilo je i drastičnih razlika, što je podrobno opisano u članku Žrtve Drugog svjetskog rata na području Jugoslavije

### Stvarni ratni gubitak
Točka 1 obuhvaća stvarni ratni gubitak; skraćeno se naziva ratni gubitak. On uključuje poginule borce u svim vojskama i naoružanim grupama koje su tijekom rata postojale, civile poginule u borbama, te civile ubijene u akcijama represije i terora s bilo koje strane.

### Čisti demografski gubitak
Točka 2 naziva se čisti demografski gubitak. Prema fusnoti koju Žerjavić daje na str. 70, podrazumijeva se također i povećani mortalitet uzrokovan ratnim prilikama (pomankanje ishrane i liječničke pomoći). To se odnosi na one koji su ranije umrli zbog starosti i uobičajenih bolesti, dok se umrli u epidemijama koje su uzrokovane specifično ratnim prilikama uračunavaju u stvarne žrtve pod točkom 1. U slučaju Jugoslavije epidemija tifusa odnijela je velik broj žrtava kako među borcima, tako i među civilima.
Kada se od ukupnog demografskog gubitka odbije čisti demografski gubitak, dobiva se stvarni demografski gubitak.

### Migracije
Točka 3 obuhvaća migracije. U slučaju Jugoslavije, kada se izračunavaju demografski i stvarni gubici pojedinih republika ili drugih područja, treba uzeti u obzir kako unutrašnje migracije, tako i pravu emigraciju. Kada se gubici izračunavaju usporedbom broja stanovnika po popisu poslije rata (1948.) i prije (1931.), od unutrašnih migracija osobito je značajno poslijeratno preseljenje velikog broja stanovnika iz drugih krajeva u Vojvodinu (ukupno 226.000), a od migracija u inozemstvo bijeg i izgon velikog broja Nijemaca i Talijana.

## Izračunavanje demografskih gubitaka
Da bi se izračunao demografski gubitak, započinje se od broja stanovnika koji je živjelo na nekoj teritoriji neposredno prije početka rata. Polazi se od posljednjeg popisa stanovništva prije rata (u slučaju Jugoslavije 31. ožujka 1931. g.), te na temelju zabilježenih podataka o broju rođenih i umrlih i o emigraciji i imigraciji, te na osnovu procjena ako podaci nisu raspoloživi, proračunava broj stanovnika neposredno prije rata (u slučaju Jugoslavije točno deset godina do 31. ožujka 1941, nekoliko dana prije rata; postoje razlike u procjenama raznih autora). 
Zatim, na temelju zabilježenih demografskih kretanja prije rata, treba procijeniti kako bi se broj stanovnika kretao u periodu rata i nakon njega, da rata nije bilo. Tu su naravno moguće razlike u procjenama, motivirane stručnim ili političkim razlozima. Tako dobivamo očekivani broj stanovnika u pojedinim godinama.
Zatim se očekivani broj stanovnika usporedi sa stvarno zabilježenim brojem, u prvoj godini poslije rata kada je napravljen popis stanovništva (u slučaju Jugoslavije 1948.). 
1. Kada se od očekivanog broja oduzme stvarno ustanovljen, dobiva se ukupni demografski gubitak (ili skraćeno demografski gubitak).
2. Oduzevši od toga "čisti demografski gubitak", dobiva se stvarni demografski gubitak.
3. Uračunavajući saldo migracija (oduzevši emigrante, dodavši imigrante) dobivamo ukupan broj ratom uzrokovanih smrti, koji nazivamo ratni gubitak.